# Jan Paweł Krasnodębski
Jan Paweł Krasnodębski (ur. 12 czerwca 1947 w Bytomiu, zm. 11 lipca 2023 w Katowicach) – polski prozaik i poeta. Debiutował w 1970 na łamach czasopisma „Odra”.
Laureat nagrody im. Andrzeja Bursy (1973).

## Twórczość
- Rozmowa z Innym Bogiem, 1972 (poezje)
- Dużo słońca w szybach, 1973 (opowiadania)
- Ziółka dla Idioty, 1975 (opowiadania)
- Marsz dowolny, 1976 (powieść)
- Piszę Kobiecie, 1977 (poezje)
- Biała mysz, 1980 (opowiadania)
- Ludzie biegną, 1980 (poezje)
- Kocia łapa, 1983, 1988 (powieść)
- Któregoś dnia opuszczę ten bal, 1984 (poezje)
- Odwyk, 1989, 2002, 2009 (powieść)
- Wiersze, 1992 (poezje, wybór)
- Beri-beri, 1993 (powieść)
- Martwy blues, 1994, 2009 (powieść)
- Wielkie nic, 1994 (powieść)
- Jestem. Notatnik pisarza, terapeuty i sprzedawcy własnych książek, 1995 (dziennik)
- Jestem, 1995 (dziennik)
- Buntuję się w Twoich ustach, 1995 (poezje)
- Samotność wciąż szaleje, 1995 (poezje)
- Muszę Cię wychłostać, 1995 (poezje)
- Strach na Wróble, 1996 (powieść)
- Stokrotka, 1997, 2002, 2003, 2009 (powieść)
- Hazard, 1998 (powieść)
- Kobieta, mężczyzna, świeczka, 2000 (poezje)
- Domy Przewlekłej Miłości, 2003, 2012 (powieść)
- Pisarz i karawany, 2007 (powieść)
- Koniobójca, 2007 (powieść)
- Diament, 2007 (powieść)
- Stokrotka i demony, 2009 (powieść)
- Zapach kobiety, 2009 (powieść)
- Moje cholerne 20 lat, 2010 (dziennik)
- Narcyz, 2010 (powieść)
- Taniec borderline, 2010 (powieść)
- Cholerne 21, 2012 (dziennik)
- Chwasty, 2012 (powieść)
- Kraina szczęśliwości, 2012 (powieść)
- Obojętne, 2014  (powieść)
- Zamknięci, 2014 (powieść)
- Klinika wysokości, 2020 (wiersze)
- Nigdy tu nie wrócę, 2021 (wiersze)[2]